# Wiktor Petrowitsch Chawin
Wiktor Petrowitsch Chawin, russisch Виктор Петрович Хавин, englische Transkription Victor Petrovich Khavin, auch Havin, (* 7. März 1933 in Leningrad; † 21. September 2015) war ein russischer Mathematiker, der sich mit Funktionalanalysis, reeller Analysis und Funktionentheorie befasste. Er war Professor an der  Staatlichen Universität Sankt Petersburg.
Chawin wurde 1958 an der Universität Sankt Petersburg bei Leonid Kantorowitsch (und Wladimir Iwanowitsch Smirnow)  promoviert (Anwendung der Funktionalanalysis auf einige Probleme der Theorie analytischer Funktionen) und habilitierte sich 1969 (russischer Doktortitel). Er leitet seit 1963 ein Seminar an der Universität Sankt Petersburg und am Steklow-Institut über Operatortheorie (bis 1991 mit Nikolai Kapitonowitsch Nikolski).
Er forschte unter anderem über die aus der Quantenmechanik bekannte Unbestimmtheitsrelation in der Fourieranalysis.
Er war Gastprofessor an vielen sowjetisch/russischen und ausländischen Universitäten, darunter an der McGill University, den USA und in Schweden. 1993 wurde er Ehrendoktor der Universität Linköping. 2000 war er Onsager-Professor in Trondheim. 2004 erhielt er den G. de B. Robinson Award.
Zu seinen Studenten zählte Stanislaw Smirnow.

## Schriften
- mit Gleb Pawlowitsch Akilow, B. M. Makarov: Eine elementare Einführung in die Integrationstheorie (russisch), Leningrad, LGU, 1969
- mit Nikolai Kapitonowitsch Nikolski: Linear and Complex Analysis Problem Book 3. Part 1, Lecture Notes in Math.,1573, Part 2, Lecture Notes in Math. 1574, Springer Verlag 1994
- Einführung in die Analysis. Differential- und Integralrechnung von Funktionen einer reellen Variablen (russisch), Leningrad, LGU 1989
- mit B. Jöricke: The uncertainty principle in harmonic analysis, Springer 1994
- mit B. M. Makarov, L. V. Florinskaya: Maß- und Integrationstheorie (russisch), 3 Bände, Leningrad, LGU, 1974–1977.